# Survivor: Cambodia
Survivor: Cambodia — Second Chance, es la trigésima primera temporada del reality show estadounidense de supervivencia Survivor, transmitido por la cadena CBS. Se estrenó el 23 de septiembre de 2015. La temporada fue filmada en Koh Rong, Camboya.

## Equipo del programa
- Presentador: Jeff Probst lidera los desafíos grupales, individuales y los consejos tribales.

## Concursantes
El elenco estuvo compuesto por 20 jugadores que solo han participado en una temporada anterior, divididos en dos tribus: Ta Keo y Bayon que contienen diez miembros cada una.
| Concursante                                                                     | Tribu Original | Tribu Ampliada      | Tribu Mezclada       | Tribu Fusionada                       | Resultado final                                 | Votos |
| ------------------------------------------------------------------------------- | -------------- | ------------------- | -------------------- | ------------------------------------- | ----------------------------------------------- | ----- |
| Jeremy Collins 37, Foxborough, Massachusetts Survivor: San Juan del Sur         | Bayon          | Bayon               | Bayon                | Orkun                                 | Único Sobreviviente                             | 3     |
| Spencer Bledsoe 22, Chicago, Illinois Survivor: Cagayan                         | Ta Keo         | Bayon               | Ta Keo               | Orkun                                 | Finalista                                       | 11    |
| Tasha Fox 39, San Luis, Misuri Survivor: Cagayan                                | Bayon          | Angkor              | Bayon                | Orkun                                 | Finalista                                       | 8     |
| Kelley Wentworth 29, Seattle, Washington Survivor: San Juan del Sur             | Ta Keo         | Ta Keo              | Bayon                | Orkun                                 | 16.ta Eliminada 10.mo Miembro del jurado Día 38 | 17    |
| Keith Nale ✟ 54, Shreveport, Louisiana Survivor: San Juan del Sur               | Bayon          | Ta Keo              | Bayon                | Orkun                                 | 15.to Eliminado 9.no Miembro del jurado Día 37  | 4     |
| Kimmi Kappenberg 42, The Woodlands, Texas Survivor: The Australian Outback      | Bayon          | Bayon               | Bayon                | Orkun                                 | 14.ta Eliminada 8.vo Miembro del jurado Día 36  | 9     |
| Abi-Maria Gomes 35, Los Ángeles, California Survivor: Philippines               | Ta Keo         | Angkor              | Ta Keo               | Orkun                                 | 13.ra Eliminada 7.mo Miembro del jurado Día 35  | 14    |
| Joe Anglim 26, Scottsdale, Arizona Survivor: Worlds Apart                       | Bayon          | Ta Keo              | Bayon                | Orkun                                 | 12.do Eliminado 6.to Miembro del jurado Día 32  | 8     |
| Stephen Fishbach 36, New York, New York Survivor: Tocantins                     | Bayon          | Bayon               | Bayon                | Orkun                                 | 11.ro Eliminado 5.to Miembro del jurado Día 29  | 9     |
| Ciera Eastin 26, Salem, Oregón Survivor: Blood vs Water                         | Bayon          | Ta Keo              | Ta Keo               | Orkun                                 | 10.ma Eliminada 4.to Miembro del jurado Día 26  | 10    |
| Kelly Wiglesworth 37, Greensboro, Carolina del Norte Survivor: Borneo           | Ta Keo         | Bayon               | Ta Keo               | Orkun                                 | 9.na Eliminada 3.er Miembro del jurado Día 24   | 8     |
| Andrew Savage 51, San Jose, California Survivor: Pearls Islands                 | Bayon          | Angkor              | Ta Keo               | Orkun                                 | 8.vo Eliminado 2.do Miembro del jurado Día 21   | 4     |
| Kass McQuillen 43, Tehachapi, California Survivor: Cagayan                      | Bayon          | Ta Keo              | Ta Keo               | Orkun                                 | 7.ma Eliminada 1.er Miembro del jurado Día 19   | 6     |
| Woo Hwang 31, Newport Beach, California Survivor: Cagayan                       | Ta Keo         | Angkor              | Ta Keo               |                                       | 6.° Eliminado Día 16                            | 5     |
| Terry Deitz 55, Simsbury, Hartford Survivor: Panama                             | Ta Keo         | Ta Keo              |                      | Evacuado por emergencia médica Día 13 | 0                                               |       |
| Monica Padilla 30, Queens, New York Survivor: Samoa                             | Bayon          | Bayon               | 5.ª Eliminada Día 13 | 3                                     |                                                 |       |
| Jeff Varner 49, Greensboro, Carolina del Norte Survivor: The Australian Outback | Ta Keo         | Angkor              | 4.° Eliminado Día 11 | 4                                     |                                                 |       |
| Peih-Gee Law 37, San Francisco, California Survivor: China                      | Ta Keo         | Angkor              | 3.ª Eliminada Día 9  | 4                                     |                                                 |       |
| Shirin Oskooi 32, San Francisco, California Survivor: Worlds Apart              | Ta Keo         |                     | 2.ª Eliminada Día 6  | 5                                     |                                                 |       |
| Vytas Baskauskas 35, Santa Mónica (California) Survivor: Blood vs Water         | Ta Keo         | 1.° Eliminado Día 3 | 6                    |                                       |                                                 |       |

## Desarrollo
| Episodio                              | Fecha de emisión         | Ganadores de los desafíos               | Ganadores de los desafíos | Eliminado(a)    | Final                                           |
| Episodio                              | Fecha de emisión         | Recompensa                              | Inmunidad                 | Eliminado(a)    | Final                                           |
| ------------------------------------- | ------------------------ | --------------------------------------- | ------------------------- | --------------- | ----------------------------------------------- |
| "Second Chance"                       | 23 de septiembre de 2015 | Bayon                                   | Bayon                     | Vytas           | 1.° Eliminado Día 3                             |
| "Survivor MacGyver"                   | 30 de septiembre de 2015 | Bayon                                   | Bayon                     | Shirin          | 2.ª Eliminada Día 6                             |
| "We Got a Rat"                        | 7 de octubre de 2015     | N/A                                     | Ta Keo                    | Peih-Gee        | 3.ª Eliminada Día 9                             |
| "We Got a Rat"                        | 7 de octubre de 2015     | N/A                                     | Bayon                     | Peih-Gee        | 3.ª Eliminada Día 9                             |
| "What's the Beef?"                    | 14 de octubre de 2015    | Angkor                                  | Bayon                     | Jeff            | 4.° Eliminado Día 11                            |
| "What's the Beef?"                    | 14 de octubre de 2015    | Ta Keo                                  | Ta Keo                    | Jeff            | 4.° Eliminado Día 11                            |
| "A Snake in the Grass"                | 21 de octubre de 2015    | Ta Keo                                  | Angkor                    | Monica          | 5.ª Eliminada Día 13                            |
| "A Snake in the Grass"                | 21 de octubre de 2015    | Angkor                                  | Ta Keo                    | Monica          | 5.ª Eliminada Día 13                            |
| "Bunking with the Devil"              | 28 de octubre de 2015    | Ta Keo                                  | Bayon                     | Terry           | Evacuado Día 13                                 |
| "Bunking with the Devil"              | 28 de octubre de 2015    | Ta Keo                                  | Bayon                     | Woo             | 6.° Eliminado Día 16                            |
| "Play to Win"                         | 4 de noviembre de 2015   | N/A                                     | Joe                       | Kass            | 7.ma Eliminada 1.er Miembro del jurado Día 19   |
| "You Call, We'll Haul"                | 11 de noviembre de 2015  | Ciera, Joe, Keith, Kelley, Kelly, Kimmi | Joe                       | Andrew          | 8.vo Eliminado 2.do Miembro del jurado Día 21   |
| "Witches Coven"                       | 18 de noviembre de 2015  | Ciera, Joe, Spencer, Stephen, Tasha     | Joe                       | Kelly           | 9.na Eliminada 3.er Miembro del jurado Día 24   |
| "Like Selling Your Soul to the Devil" | 25 de noviembre de 2015  | Abi-Maria, Ciera, Joe, Spencer, Tasha   | Joe                       | Ciera           | 10.ma Eliminada 4.to Miembro del jurado Día 26  |
| "My Wheels Are Spinning"              | 25 de noviembre de 2015  | Stephen [Jeremy, Tasha]                 | Spencer                   | Stephen         | 11.ro Eliminado 5.to Miembro del jurado Día 29  |
| "Tiny Little Shanks to the Heart"     | 2 de diciembre de 2015   | Kelley [Abi-Maria, Joe, Keith, Kimmi]   | Kelley                    | Joe             | 12.do Eliminado 6.to Miembro del jurado Día 32  |
| "Tiny Little Shanks to the Heart"     | 2 de diciembre de 2015   | Kelley [Abi-Maria, Joe, Keith, Kimmi]   | Keith                     | Joe             | 12.do Eliminado 6.to Miembro del jurado Día 32  |
| "Villains Have More Fun"              | 9 de diciembre de 2015   | Keith [Kelley, Spencer]                 | Spencer                   | Abi-Maria       | 13.ra Eliminada 7.mo Miembro del jurado Día 35  |
| "Lie, Cheat and Steal"                | 16 de diciembre de 2015  | N/A                                     | Spencer                   | Kimmi           | 14.ta Eliminada 8.vo Miembro del jurado Día 36  |
| "Lie, Cheat and Steal"                | 16 de diciembre de 2015  | N/A                                     | Kelley                    | Keith           | 15.to Eliminado 9.no Miembro del jurado Día 37  |
| "Lie, Cheat and Steal"                | 16 de diciembre de 2015  | N/A                                     | Jeremy                    | Kelley          | 16.ta Eliminada 10.mo Miembro del jurado Día 38 |
| "Reunion Show"                        | 16 de diciembre de 2015  |                                         |                           | Voto del jurado | Voto del jurado                                 |
| "Reunion Show"                        | 16 de diciembre de 2015  | Tasha                                   | Finalista                 |                 |                                                 |
| "Reunion Show"                        | 16 de diciembre de 2015  | Spencer                                 | Finalista                 |                 |                                                 |
| "Reunion Show"                        | 16 de diciembre de 2015  | Jeremy                                  | Único Sobreviviente       |                 |                                                 |

Notas
1. 1 2  Recompensa combinada con el desafío de inmunidad.

## Votos del «Consejo Tribal»
| Episodio #: | 1         | 2       | 3         | 4     | 5       | 6        | 6       | 7       | 8      | 9      | 10      | 11        | 11        | 12        | 13        | 14     | 14     | 14    | 14      | 14      |  |  |  |  |  |  |  |  |  |  |  |  |  |  |  |
| Eliminados: | Vytas     | Shirin  | Peih-Gee  | Jeff  | Monica  | Terry    | Woo     | Kass    | Andrew | Kelly  | Ciera   | Stephen   | Stephen   | Joe       | Abi-Maria | N/A    | Empate | Kimmi | Keith   | Kelley  |  |  |  |  |  |  |  |  |  |  |  |  |  |  |  |
| Votos:      | 6-4       | 5-4     | 4-2       | 4-1   | 3-2-1   | Abandona | 4-3     | 6-4-2-1 | 3-0    | 6-3-2  | 3-2-0   | 4-3-2     | 4-3-2     | 6-1-1     | 4-2-1     | 0-0    | 3-3    | 4-0   | 3-2     | 3-1     |  |  |  |  |  |  |  |  |  |  |  |  |  |  |  |
| Concursante | Votos     | Votos   | Votos     | Votos | Votos   | Votos    | Votos   | Votos   | Votos  | Votos  | Votos   | Votos     | Votos     | Votos     | Votos     | Votos  | Votos  | Votos | Votos   | Votos   |  |  |  |  |  |  |  |  |  |  |  |  |  |  |  |
| Jeremy      |           |         |           |       | Monica  |          |         | Ciera   | Kelley | Kelly  | Ciera   | Joe       | Joe       | Joe       | Abi-Maria | Kelley | Kimmi  | Kimmi | Keith   | Kelley  |  |  |  |  |  |  |  |  |  |  |  |  |  |  |  |
| Spencer     | Vytas     | Shirin  |           |       | Kelly   |          | Woo     | Ciera   | Kelley | Kelly  | Stephen | Stephen   | Stephen   | Joe       | Abi-Maria | Kelley | Kimmi  | Kimmi | Keith   | Kelley  |  |  |  |  |  |  |  |  |  |  |  |  |  |  |  |
| Tasha       |           |         | Peih-Gee  | Jeff  |         |          |         | Kass    | Kelley | Ciera  | Stephen | Abi-Maria | Abi-Maria | Joe       | Abi-Maria | Kelley | Kimmi  | N/A   | Keith   | Kelley  |  |  |  |  |  |  |  |  |  |  |  |  |  |  |  |
| Kelley      | Vytas     | Spencer |           |       |         |          |         | Kass    | Andrew | Kelly  | Kimmi   | Stephen   | Stephen   | Joe       | Tasha     | Jeremy | Tasha  | Kimmi | Spencer | Spencer |  |  |  |  |  |  |  |  |  |  |  |  |  |  |  |
| Keith       |           |         |           |       |         |          |         | Kass    | Kelley | Kelley | Stephen | Stephen   | Stephen   | Tasha     | Tasha     | Jeremy | Tasha  | Kimmi | Spencer |         |  |  |  |  |  |  |  |  |  |  |  |  |  |  |  |
| Kimmi       |           |         |           |       | Monica  |          |         | Kass    | Kelley | Ciera  | Ciera   | Abi-Maria | Abi-Maria | Joe       | Abi-Maria | Jeremy | Tasha  | N/A   |         |         |  |  |  |  |  |  |  |  |  |  |  |  |  |  |  |
| Abi-Maria   | Vytas     | Spencer | Peih-Gee  | Jeff  |         |          | Woo     | Tasha   | Andrew | Kelly  | Stephen | Stephen   | Stephen   | Joe       | Keith     |        |        |       |         |         |  |  |  |  |  |  |  |  |  |  |  |  |  |  |  |
| Joe         |           |         |           |       |         |          |         | Ciera   | Kelley | Kelley | Stephen | N/A       | N/A       | Abi-Maria |           |        |        |       |         |         |  |  |  |  |  |  |  |  |  |  |  |  |  |  |  |
| Stephen     |           |         |           |       | Monica  |          |         | Kass    | Kelley | Kelly  | Ciera   | Abi-Maria | Joe       |           |           |        |        |       |         |         |  |  |  |  |  |  |  |  |  |  |  |  |  |  |  |
| Ciera       |           |         |           |       |         |          | Woo     | Andrew  | Andrew | Kelly  | Kimmi   |           |           |           |           |        |        |       |         |         |  |  |  |  |  |  |  |  |  |  |  |  |  |  |  |
| Kelly       | Abi-Maria | Shirin  |           |       | Spencer |          | Spencer | Ciera   | Kelley | Ciera  |         |           |           |           |           |        |        |       |         |         |  |  |  |  |  |  |  |  |  |  |  |  |  |  |  |
| Andrew      |           |         | Peih-Gee  | Jeff  |         |          | Spencer | Kass    | Kelley |        |         |           |           |           |           |        |        |       |         |         |  |  |  |  |  |  |  |  |  |  |  |  |  |  |  |
| Kass        |           |         |           |       |         |          | Woo     | Tasha   |        |        |         |           |           |           |           |        |        |       |         |         |  |  |  |  |  |  |  |  |  |  |  |  |  |  |  |
| Woo         | Abi-Maria | Shirin  | Abi-Maria | Jeff  |         |          | Spencer |         |        |        |         |           |           |           |           |        |        |       |         |         |  |  |  |  |  |  |  |  |  |  |  |  |  |  |  |
| Terry       | Abi-Maria | Spencer |           |       |         |          |         |         |        |        |         |           |           |           |           |        |        |       |         |         |  |  |  |  |  |  |  |  |  |  |  |  |  |  |  |
| Monica      |           |         |           |       | Kelly   |          |         |         |        |        |         |           |           |           |           |        |        |       |         |         |  |  |  |  |  |  |  |  |  |  |  |  |  |  |  |
| Jeff        | Vytas     | Shirin  | Peih-Gee  | Woo   |         |          |         |         |        |        |         |           |           |           |           |        |        |       |         |         |  |  |  |  |  |  |  |  |  |  |  |  |  |  |  |
| Peih-Gee    | Vytas     | Shirin  | Abi-Maria |       |         |          |         |         |        |        |         |           |           |           |           |        |        |       |         |         |  |  |  |  |  |  |  |  |  |  |  |  |  |  |  |
| Shirin      | Vytas     | Spencer |           |       |         |          |         |         |        |        |         |           |           |           |           |        |        |       |         |         |  |  |  |  |  |  |  |  |  |  |  |  |  |  |  |
| Vytas       | Abi-Maria |         |           |       |         |          |         |         |        |        |         |           |           |           |           |        |        |       |         |         |  |  |  |  |  |  |  |  |  |  |  |  |  |  |  |

### Jurado
| Votos del jurado | Votos del jurado | Votos del jurado | Votos del jurado |
| Episodio #       | 14               | 14               | 14               |
| ---------------- | ---------------- | ---------------- | ---------------- |
| Día #            | 39               | 39               | 39               |
| Finalistas       | Tasha            | Spencer          | Jeremy           |
| Votos            | 10-0-0           | 10-0-0           | 10-0-0           |
|                  |                  |                  |                  |
| Jurado           | Voto             | Voto             | Voto             |
| Kelley           |                  |                  | Jeremy           |
| Keith            |                  |                  | Jeremy           |
| Kimmi            |                  |                  | Jeremy           |
| Abi-Maria        |                  |                  | Jeremy           |
| Joe              |                  |                  | Jeremy           |
| Stephen          |                  |                  | Jeremy           |
| Ciera            |                  |                  | Jeremy           |
| Kelly            |                  |                  | Jeremy           |
| Andrew           |                  |                  | Jeremy           |
| Kass             |                  |                  | Jeremy           |

Notas
1. ↑  Kelley usó su ídolo de inmunidad oculto, por lo tanto, nueve votos extra contra Kelley no fueron contados.
2. ↑  Jeremy usó su ídolo de inmunidad oculto para Stephen, por lo tanto, cinco votos extra contra Stephen no fueron contados.
3. ↑  Jeremy y Kelley usaron su ídolo de inmunidad oculto, por lo tanto, tres votos extra contra Jeremy y Kelley no fueron contados. Como todos los votos eran para ellos dos y se anularon, se tuvo que hacer otra votación, en la que solo se podía votar por los que no tenían inmunidad, que eran Tasha, Kimmi y Keith.
4. ↑  La segunda votación resultó en un empate (Tasha y Kimmi con tres votos cada una), por lo cual se realizó una re-votación. Los participantes involucrados en el empate no votarían y los  restantes solo podían votar por las dos empatadas.
5. ↑  Stephen usó su ventaja de robar un voto de un participante y suplirlo por un voto adicional de él, así fue que decidió robar el voto de Joe, impidiéndole votar y esto hizo que Stephen votara por dos personas: Abi-Maria y Joe.